# Košický kraj (1948–1960)
Košický kraj (slovensky Košický kraj) byl správní celek v Československu, který existoval v letech 1948–1960. Jeho centrem byly Košice. Kraj měl rozlohu 7 523 km².
Vznikl na východním Slovensku dne 24. prosince 1948 na základě zákona o krajském zřízení, podle kterého bylo k 31. prosinci 1948 zrušeno zemské zřízení. Krajský národní výbor byl zřízen k 1. lednu 1949. Košický kraj se v roce 1955 členil na 13 okresů a město Košice. Kraj byl zrušen  k 30. červnu 1960 zákonem o územním členění státu, podle kterého vznikly nové kraje. Území Košického kraje bylo tehdy zahrnuto do Východoslovenského kraje.